# Epilepsia do lobo temporal
No campo da neurologia, a epilepsia do lobo temporal é um distúrbio cerebral permanente que causa convulsões não provocadas no lobo temporal. A epilepsia do lobo temporal é o tipo mais comum de epilepsia de início focal em adultos. Os sintomas e o comportamento das crises distinguem as crises originadas no lobo temporal medial das crises originadas no lobo temporal lateral (neocortical). O diagnóstico depende de estudos eletroencefalográficos (EEG) e de neuroimagem. Medicamentos anticonvulsivantes, cirurgia de epilepsia e tratamentos dietéticos podem melhorar o controle das crises.

## Tipos
De acordo com a classificação das epilepsias da Liga Internacional contra a Epilepsia (ILAE) de 2017, a epilepsia de início focal ocorre a partir de convulsões que surgem de uma rede neural biológica em um único hemisfério cerebral. A epilepsia do lobo temporal é a epilepsia de início focal mais comum, e 80% da epilepsia do lobo temporal é a epilepsia do lobo temporal mesial (medial), ou seja, a epilepsia do lobo temporal que surge na parte interna (medial) do lobo temporal e que pode envolver o hipocampo, o giro parahipocampal ou a amígdala. As crises menos comuns do lobo temporal lateral ou do lobo temporal neocortical têm origem no lobo temporal externo (lateral). A classificação da ILAE de 2017 distingue as crises focais conscientes das crises focais prejudicadas. Uma convulsão do lobo temporal com consciência focal ocorre quando a pessoa permanece consciente do que acontece durante toda a convulsão; a consciência pode ser mantida mesmo que a capacidade de resposta seja prejudicada durante a convulsão. Uma convulsão do lobo temporal com consciência prejudicada focal ocorre quando a pessoa fica inconsciente durante qualquer parte da convulsão.

## Sintomas e comportamento

### Epilepsia do lobo temporal medial
Durante uma convulsão do lobo temporal, uma pessoa pode ter uma aura de convulsão; uma aura é uma experiência autonômica, cognitiva, emocional ou sensorial que geralmente ocorre durante a parte inicial de uma convulsão. As auras comuns de convulsão do lobo temporal medial incluem sensação epigástrica crescente, desconfortos (abdominal, no paladar, no olfato), formigamento (somatossensorial), medo, déjà vu, jamais vu, rubor ou frequência cardíaca acelerada (taquicardia). A pessoa pode então ficar com o olhar fixo, parecer imóvel (parada comportamental) e perder a consciência. Podem ocorrer comportamentos motores estereotipados repetidos (automatismos), como engolir repetidamente, estalar os lábios, pegar, mexer, dar tapinhas ou vocalizações. A postura distônica é um enrijecimento não natural de um braço que ocorre durante uma convulsão.  Uma postura distônica em um lado do corpo geralmente indica o início da convulsão no lado oposto do cérebro, por exemplo, postura distônica no braço direito. A função de linguagem prejudicada (disfasia) durante ou logo após uma convulsão é mais provável de ocorrer quando as convulsões surgem do lado dominante da linguagem do cérebro.

### Epilepsia do lobo temporal lateral
As auras comuns de convulsões originadas no córtex auditivo primário incluem vertigem, zumbido, ouvir músicas, ouvir vozes ou sensação auditiva alterada. As convulsões do lobo temporal lateral originadas na junção do lobo temporal-parietal podem causar alucinações visuais complexas. Em comparação com as crises do lobo temporal mesial, as crises do lobo temporal lateral são de duração mais curta, ocorrem com perda de consciência mais precoce e têm maior probabilidade de se tornarem crises tônico-clônicas focais ou bilaterais. A função de linguagem prejudicada (disfasia) durante ou logo após uma crise tem maior probabilidade de ocorrer quando as crises surgem do lado do cérebro que domina a linguagem.

## Comorbidades

### Memória
O principal comprometimento cognitivo na epilepsia do lobo temporal mesial é o comprometimento progressivo da memória,:71 que envolve o comprometimento da memória declarativa, incluindo a memória episódica e a memória semântica, e piora quando os medicamentos não conseguem controlar as crises.:71 A epilepsia do lobo temporal mesial com origem no hemisfério dominante da linguagem prejudica a memória verbal, e a epilepsia do lobo temporal mesial com origem no hemisfério não dominante da linguagem prejudica a memória não verbal.:71

### Comorbidades psiquiátricas
Os distúrbios psiquiátricos são mais comuns entre as pessoas com epilepsia, e a maior prevalência ocorre entre aquelas com epilepsia do lobo temporal. A comorbidade psiquiátrica mais comum é o transtorno depressivo maior. Outros distúrbios incluem transtorno de estresse pós-traumático, transtorno de ansiedade generalizada, psicose, transtorno obsessivo-compulsivo, esquizofrenia, transtorno bipolar, transtorno por uso de substâncias e uma prevalência de ~9% de suicídio.

### Personalidade
A síndrome de Geschwind é uma síndrome de sexualidade alterada (na maioria das vezes hipossexualidade), religiosidade e escrita e desenho compulsivos ou extensos que ocorre em pessoas com epilepsia do lobo temporal.:347-348 Entretanto, estudos subsequentes não apoiaram a associação dessas características comportamentais com a epilepsia do lobo temporal.:347-348 Há relatos de comportamentos religiosos que ocorrem em pessoas com epilepsia do lobo temporal.

## Causas
Esclerose hipocampal, tumor cerebral, traumatismo cranioencefálico, malformação vascular cerebral, perturbações na migração neuronal, infecções como encefalite e meningite, doenças autoimunes (encefalite límbica) e distúrbios genéticos podem causar epilepsia do lobo temporal.

## Fatores de risco
Muitas pessoas com epilepsia do lobo temporal não controlada tiveram convulsões febris na infância. Uma breve convulsão febril aumenta apenas ligeiramente o risco de desenvolver convulsões febris. Entretanto, a convulsão prolongada do status epilepticus febril leva a um risco de 9% de desenvolver epilepsia. Não há uma relação clara entre convulsões febris e o desenvolvimento de esclerose hipocampal.

## Mecanismos

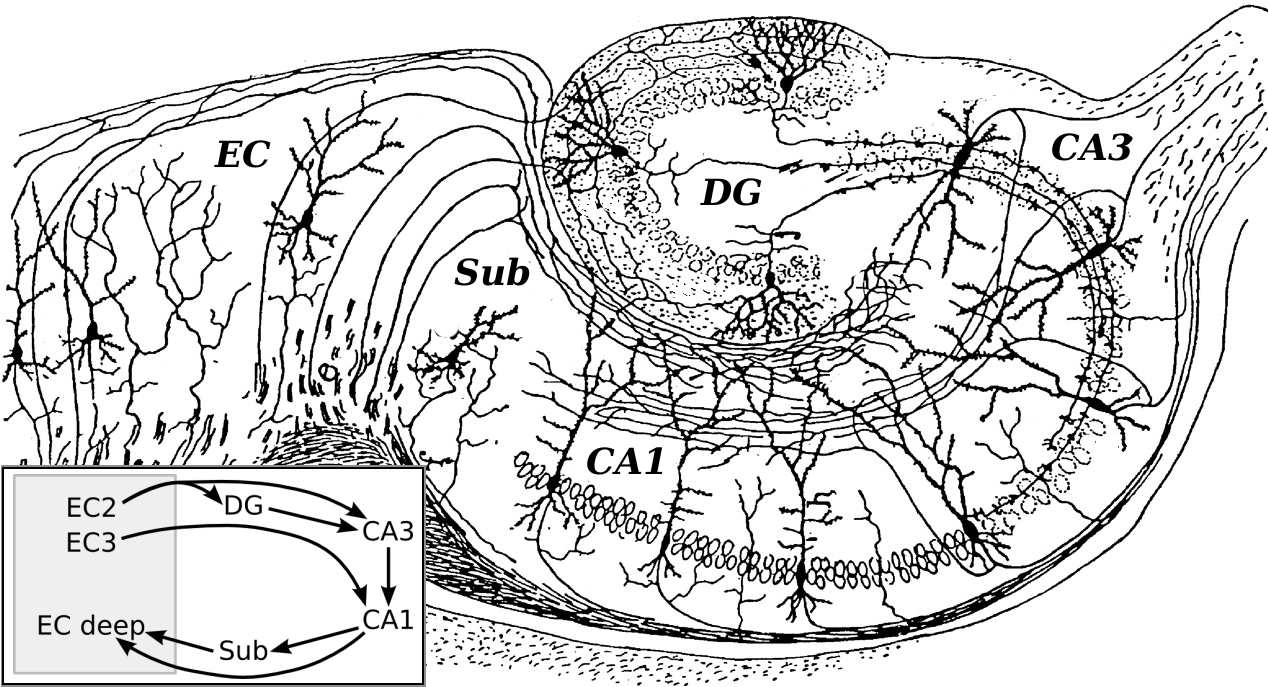
O circuito neural do hipocampo mostra o giro denteado (GD), o subículo (SB), o córtex entorrinal (CE), o setor CA1 e o setor CA3.

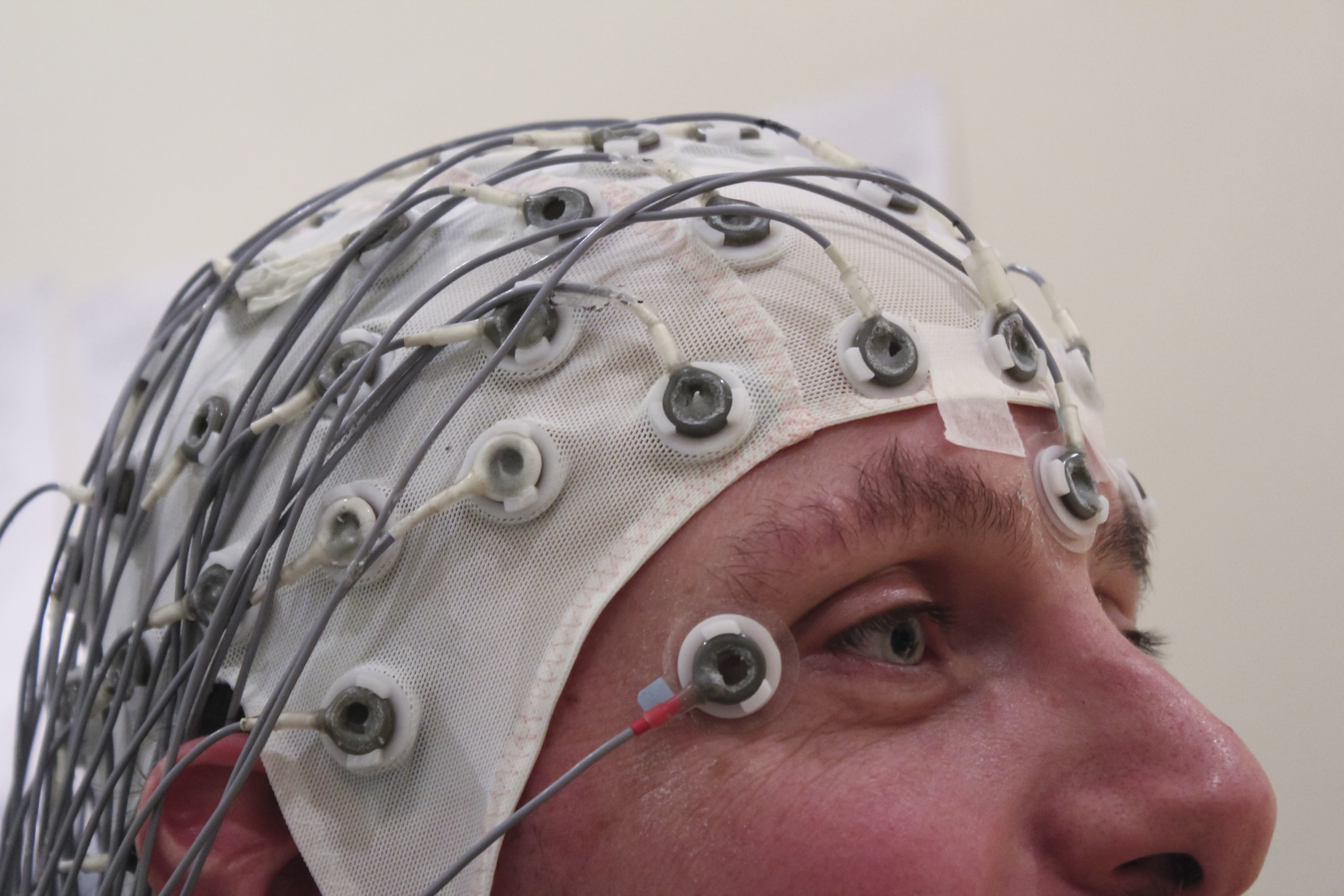
Eletrodos no couro cabeludo são colocados para registrar um eletroencefalograma.

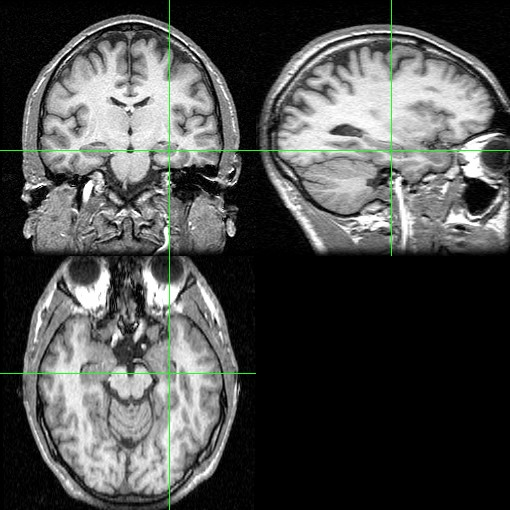
Ressonância magnética do cérebro com o hipocampo identificado por fios cruzados.

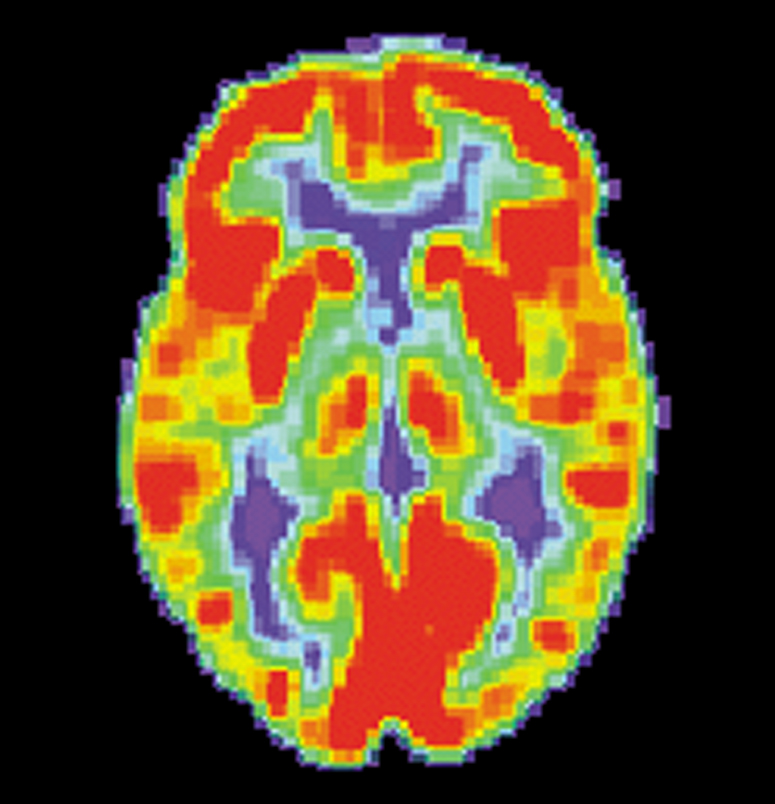
Tomografia por emissão de pósitrons (PET) do cérebro.

### Perda neuronal
A esclerose hipocampal ocorre com perda neuronal grave na área hipocampal CA1 e menos grave em CA3 e CA4. Pesquisas experimentais demonstraram que a ativação do receptor N-metil-d-aspartato (NMDA) causa perda de células neuronais, e os modelos animais de epilepsia do lobo temporal induzidos por estimulação elétrica duplicam o padrão de perda celular da epilepsia do lobo temporal em humanos. As convulsões repetitivas danificam irreversivelmente os interneurônios, levando à perda persistente da inibição recorrente. A hipótese da epileptogênese secundária é que as crises repetitivas levam à perda de interneurônios, perda de neurônios glutamatérgicos principais, brotamento axonal e formação de novos circuitos excitatórios glutamatérgicos recorrentes que levam a uma epilepsia mais grave. Os mecanismos relacionados à perda neuronal são responsáveis pela epilepsia do lobo temporal de forma incompleta, pois a epilepsia do lobo temporal pode ocorrer com apenas uma perda mínima de células neuronais.

### Mutação do cotransportador K+/Cl-tipo 2 específica do neurônio (KCC2)
Essa mutação no KCC2 impede que os neurônios subiculares extrudem íons de potássio e cloreto, levando ao acúmulo de cloreto intracelular e a correntes positivas mediadas pelo ácido γ-aminobutírico (GABA). O efluxo acumulado de cloreto por meio dos receptores GABA leva à despolarização neuronal, ao aumento da excitabilidade neuronal e, por fim, a convulsões. As pessoas com essa mutação têm epilepsia do lobo temporal mesial com esclerose do hipocampo.

### Dispersão das células granulares
A dispersão das células granulares do giro denteado refere-se a uma camada de células granulares que é alargada, mal demarcada ou acompanhada por células granulares fora da camada (células granulares ectópicas):1318 No cérebro normal, as células granulares dentadas bloqueiam a propagação de convulsões do córtex entorrinal para o hipocampo. Uma hipótese é que a dispersão das células granulares pode interromper a via normal de fibras musgosas que conecta as células granulares e as células piramidais CA3, levando ao surgimento de fibras musgosas e novas redes excitatórias capazes de gerar convulsões. Entretanto, um estudo mostrou que um padrão semelhante de dispersão das células granulares pode ocorrer em pessoas sem epilepsia.

### Malformações do desenvolvimento cortical
A displasia cortical focal é uma malformação cerebral que pode causar epilepsia do lobo temporal. Essa malformação pode causar camadas corticais anormais (dislaminação), ocorrer com neurônios anormais (neurônios dismórficos, células em balão) e pode ocorrer com um tumor cerebral ou malformação vascular. Uma anormalidade da via mTOR leva a neurônios hiperexcitáveis mediados por glutamato, levando a convulsões.

## Diagnóstico

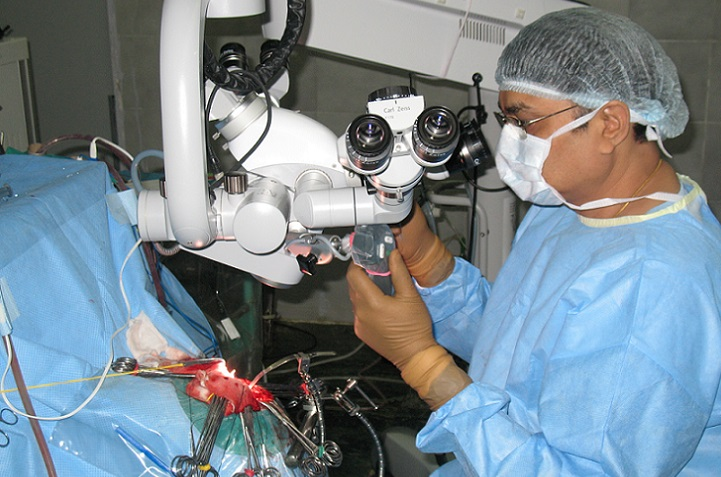
Um cirurgião realiza uma cirurgia cerebral para epilepsia.

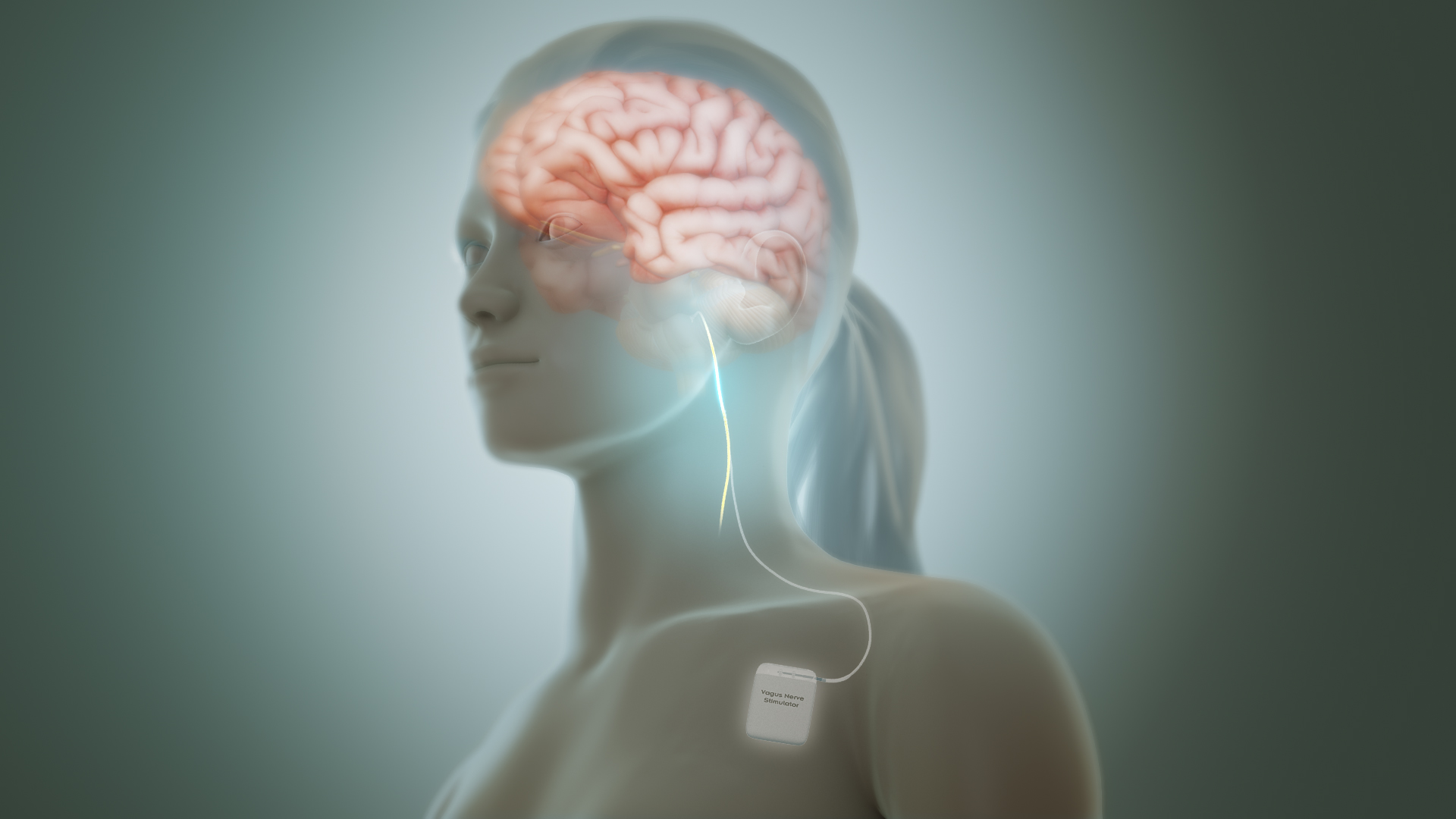
Estimulação do nervo vago.

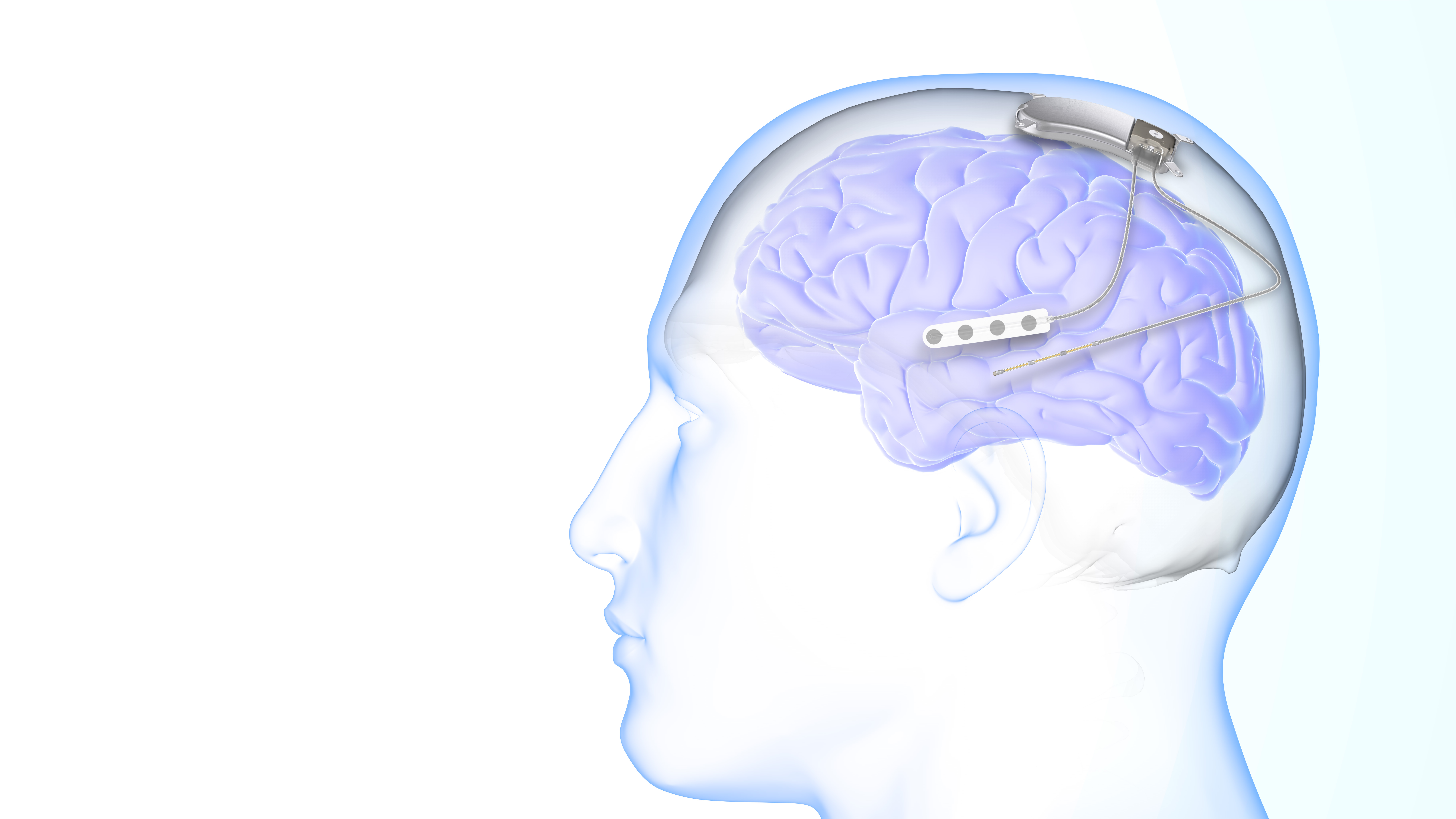
Responsive neurostimulation device

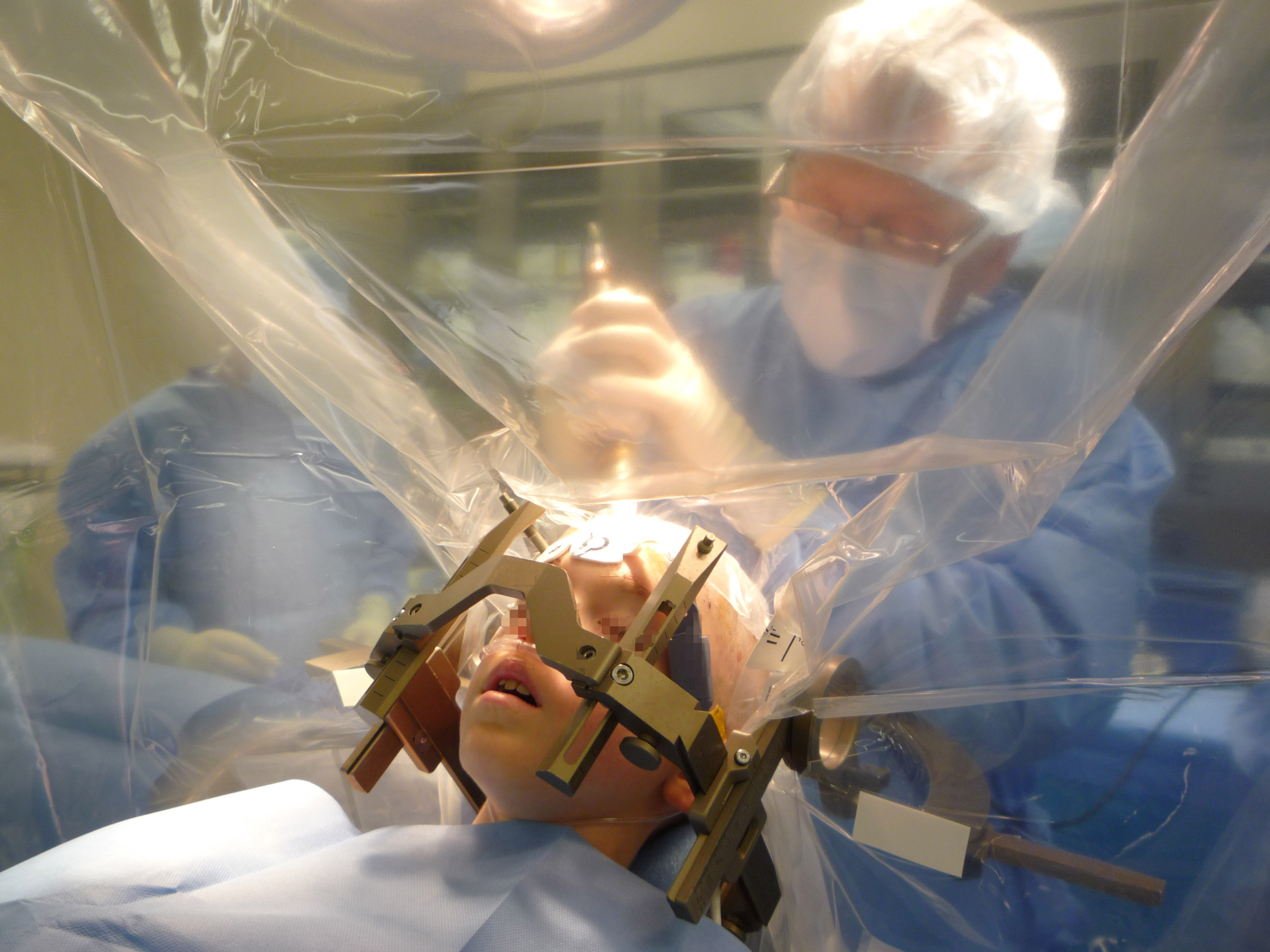
Surgeon implants a brain electrode for deep brain stimulation

### Eletroencefalograma
A descarga epileptiforme do lobo temporal é um padrão observado no eletroencefalograma (EEG); as descargas epileptiformes do lobo temporal ocorrem entre as convulsões e confirmam o diagnóstico de epilepsia do lobo temporal. O monitoramento de vídeo-EEG de longo prazo pode registrar o comportamento e o EEG durante uma convulsão. A magnetoencefalografia pode diagnosticar a epilepsia do lobo temporal registrando descargas epileptiformes ou padrões de convulsão decorrentes dos campos magnéticos das correntes elétricas neurais.

### Neuroimagem
Os exames de neuroimagem podem identificar a causa das convulsões e o foco da convulsão, o local do cérebro onde as convulsões começam. Na epilepsia recém-diagnosticada, a ressonância magnética (RM) pode detectar lesões cerebrais em até 12 a 14% das pessoas com epilepsia. No entanto, para aqueles com epilepsia crônica, a RM pode detectar lesões cerebrais em 80% das pessoas com epilepsia. A ressonância magnética 3-Tesla é recomendada para aqueles com evidência de epilepsia focal, como a epilepsia do lobo temporal. As anormalidades identificadas pelo exame de RM incluem esclerose hipocampal, displasia cortical focal, outras malformações cerebrais de desenvolvimento cortical, tumores de desenvolvimento e de baixo grau, hemangioma cavernoso, lesão cerebral hipóxico-isquêmica, lesão cerebral traumática e encefalite.
A tomografia por emissão de pósitrons (PET) cerebral com 18F-fluorodeoxiglicose (18F-FDG) pode mostrar uma região do cérebro com metabolismo de glicose diminuído no intervalo entre as crises; essa região hipometabólica pode corresponder ao foco da crise, e a PET é mais sensível para a localização do foco da crise no lobo temporal em comparação com a epilepsia proveniente de outros lobos cerebrais. A tomografia computadorizada por emissão de fóton único (SPECT) pode mostrar uma região de fluxo sanguíneo reduzido que ocorre 40 a 60 segundos após a injeção durante a convulsão; essa região de fluxo sanguíneo reduzido pode corresponder ao foco da convulsão.
A tomografia computadorizada (TC) é menos sensível do que a ressonância magnética para identificar pequenos tumores, malformações vasculares, malformações cerebrais do desenvolvimento cortical e anormalidades no lobo temporal medial.  A tomografia computadorizada é recomendada em emergências, quando a causa suspeita da epilepsia pode ser hemorragia intracerebral, abscesso cerebral, infarto cerebral de grandes proporções ou empiema subdural. Uma pessoa que precisa de neuroimagem, mas não pode fazer uma ressonância magnética devido a dispositivos implantados, como marca-passo cardíaco, desfibrilador ou implante coclear, pode fazer uma tomografia computadorizada. A tomografia computadorizada pode demonstrar melhor as anormalidades cerebrais contendo cálcio que causam epilepsia, como na esclerose tuberosa e na síndrome de Sturge-Weber.

## Tratamento

### Tratamento médico
Os medicamentos anticonvulsivantes orais controlam as crises em cerca de dois terços das pessoas com epilepsia, e o controle geralmente ocorre com um ou dois medicamentos.

### Tratamento cirúrgico
As pessoas com crises não controladas, apesar do tratamento com vários medicamentos anticonvulsivantes, têm epilepsia farmacorresistente e podem precisar de cirurgia de epilepsia para obter o controle das crises.
Penfield e Flanigan descreveram pela primeira vez a lobectomia temporal anterior, a remoção cirúrgica parcial do lobo temporal, para o tratamento da epilepsia do lobo temporal mesial em 1950. Em um estudo prospectivo controlado e randomizado que comparou a lobectomia temporal anterior à terapia medicamentosa para epilepsia do lobo temporal farmacorresistente, a cirurgia foi mais eficaz do que a terapia medicamentosa, com um ano livre de crises em 58% das pessoas com lobectomia temporal anterior em comparação com 8% das pessoas com tratamento medicamentoso. Entre as pessoas com epilepsia intratável do lobo temporal mesial e esclerose hipocampal, cerca de 70% ficam livres de convulsões após a cirurgia de epilepsia.:751 Estudos mostram que a lobectomia temporal anterior com dominância de linguagem pode levar ao declínio da memória verbal. No entanto, os resultados dos estudos são mais variáveis em relação à lobectomia temporal anterior sem dominância de linguagem, levando ao declínio da memória não verbal.
A terapia térmica intersticial a laser guiada por ressonância magnética, a radiocirurgia estereotáxica e a ablação estereotáxica por radiofrequência são métodos cirúrgicos que tratam a epilepsia destruindo o tecido cerebral anormal que causa as convulsões.
A neuroestimulação também pode melhorar o controle das crises. O estimulador do nervo vago (VNS) é implantado cirurgicamente no tórax e fornece estimulação elétrica programada ao nervo vago no pescoço. O dispositivo de neuroestimulação responsiva é implantado no crânio, monitora a atividade elétrica cerebral em busca de convulsões e responde às convulsões com estimulação elétrica programada em uma ou duas áreas cerebrais.  A estimulação cerebral profunda programada do núcleo talâmico anterior pode tratar convulsões decorrentes de mais de duas áreas cerebrais.

### Tratamento dietético
A dieta cetogênica e a dieta Atkins modificada são opções adicionais de tratamento da epilepsia do lobo temporal.

## Remissão
Entre as pessoas que desenvolvem epilepsia do lobo temporal na infância, a epilepsia remite em cerca de um terço das crianças. A remissão foi mais provável entre aquelas sem esclerose hipocampal, tumor cerebral ou displasia cortical focal na ressonância magnética.